# Суслов Онисим Зіновійович
Онисим Зіновійович Суслов (справжнє прізвище Рєзніков) (*1857, Єлисаветград — † 2 грудня 1929, Одеса) — український драматург, актор, режисер і антрепренер школи М. Кропивницького.

## Життєпис
1879–1882 — студіював медицину в Дерптському і Бернському університетах. 1882–1887 — за належність до партії «Народна Воля» був на засланні в Каїнську Томської губернії.
На сцені з 1888 р. у трупах М. Кропивницького (до 1892 р.), братів Тобілевичів, Г. Деркача (1893–1894), потім очолював власну трупу.
12 березня 1908 року вперше виставу «Ревізор» українською мовою у виконанні трупи Суслова було показано у Петербурзі. Цей день деякі петербурзькі газети назвали «історичним днем української сцени»; виставу готували понад три місяці, здійснював постановку спеціально запрошений російський режисер М. Арбатов. Репетиції напередодні прем'єри проводили зранку до ночі і навіть відміняли спектаклі, виготовили нові декорації і костюми; вистава сприймалася з великим ентузіазмом. Щоправда, чимало суперечок викликав переклад і сам факт постановки російської п'єси українською мовою. Журнал «Русский артист», схвалюючи цю спробу, засуджував нісенітність фейлетону якогось Н. Шебуєва про те, що української мови зовсім не існує. Журнал «Театр и искусство», хоч і дивувався, чому це замість «бумага» кажуть «папір» і навіщо було перекладати цитату з Державіна «О ты, что в горести напрасно на Бога ропщешь, человек» на «О ти, що в горесті дарма на Бога ремствуєш, людино», не міг не визнати, що «Ревізор» українською мовою всупереч попереднім передбаченням йде з безсумнівним успіхом. Насамперед, тепер для всіх цілком очевидно, що постановка комедії Гоголя українською мовою не являє собою нічого неприродного".
У 1909–1917 рр. у різних російських та українських трупах. Дружина — Уляна Суслова була акторкою в трупі Саксаганського.
1918–1929 — керував селянськими пересувними театрами і заводськими гуртками, викладав в Одеській драматичній студії, яка згодом була перетворена на Одеський український театральний інститут імені Марка Кропивницького, і знімався у фільмах: «Митя», «Сумка дипкур'єра» (1927), «Проданий апетит» (1928), «Філантроп» (1928) та ін.
Відзначався в ролях коміків і резонерів: писар Скубка («По ревізії» М. Кропивницького), Цоколя («Наймичка» І. Карпенка-Карого), Карась («Запорожець за Дунаєм» С. Гулака-Артемовського), голова Явтух («Майська ніч» Шатковського за Гоголем) й ін.
Автор побутових драм «Галя Русина», «Без просвіту» та «За землю» і театральних спогадів, зокрема, про М. Кропивницького, які зберігаються в Інституті рукопису Національної бібліотеки України імені В. Вернадського (фонд Х, № 18230).

## Трупа Суслова та Суходольського
У 1894 група акторів трупи Деркача створила окреме театральне товариство — трупу О. Суслова та О. Суходольського.
З трупи Деркача до нового складу увійшли: Є. Боярська, Є. Зарницька, Г. Затиркевич-Карпинська, Л. Манько, М. Козловська, Г. Кохановська, Л. Круглякова, О. Шатковський, Ю. Росіна та ін.
З 1894 у новому складі трупи були також: В. Розсудов-Кулябко, К. Ванченко-Писанецький, М. Васильєв-Святошенко, А. Войцехівська, О. Зініна, з 1899 — М. Борченко та ін.
З 1900 р. до трупи входила О. Ратмирова.
Репертуар: вистави за п'єсами І. Котляревського, Г. Квітки-Основ'яненка, Т. Шевченка, М. Кропивницького, М. Старицького, І. Карпенка-Карого, О. Островського. Також ставилися оперети.
До 1898 р. трупа очолювалася Сусловим разом із О. Суходольським.